# Beaumont-en-Beine
Pour les articles homonymes, voir Beaumont et Beine (homonymie).
Beaumont-en-Beine est une commune française située dans le département de l'Aisne en région Hauts-de-France.

## Géographie

### Hydrographie

#### Réseau hydrographique
La commune est traversée par la ligne de partage des eaux entre les bassins hydrographiques Artois-Picardie et Seine-Normandie. Elle est drainée par la Verse, la Chapelle Sainte-Marie-Madeleine et le Cugny,.
La Verse, d'une longueur de 23 km, prend sa source dans la commune de Ugny-le-Gay et se jette  dans l'Oise (rive gauche) à Sempigny, après avoir traversé 15 communes.

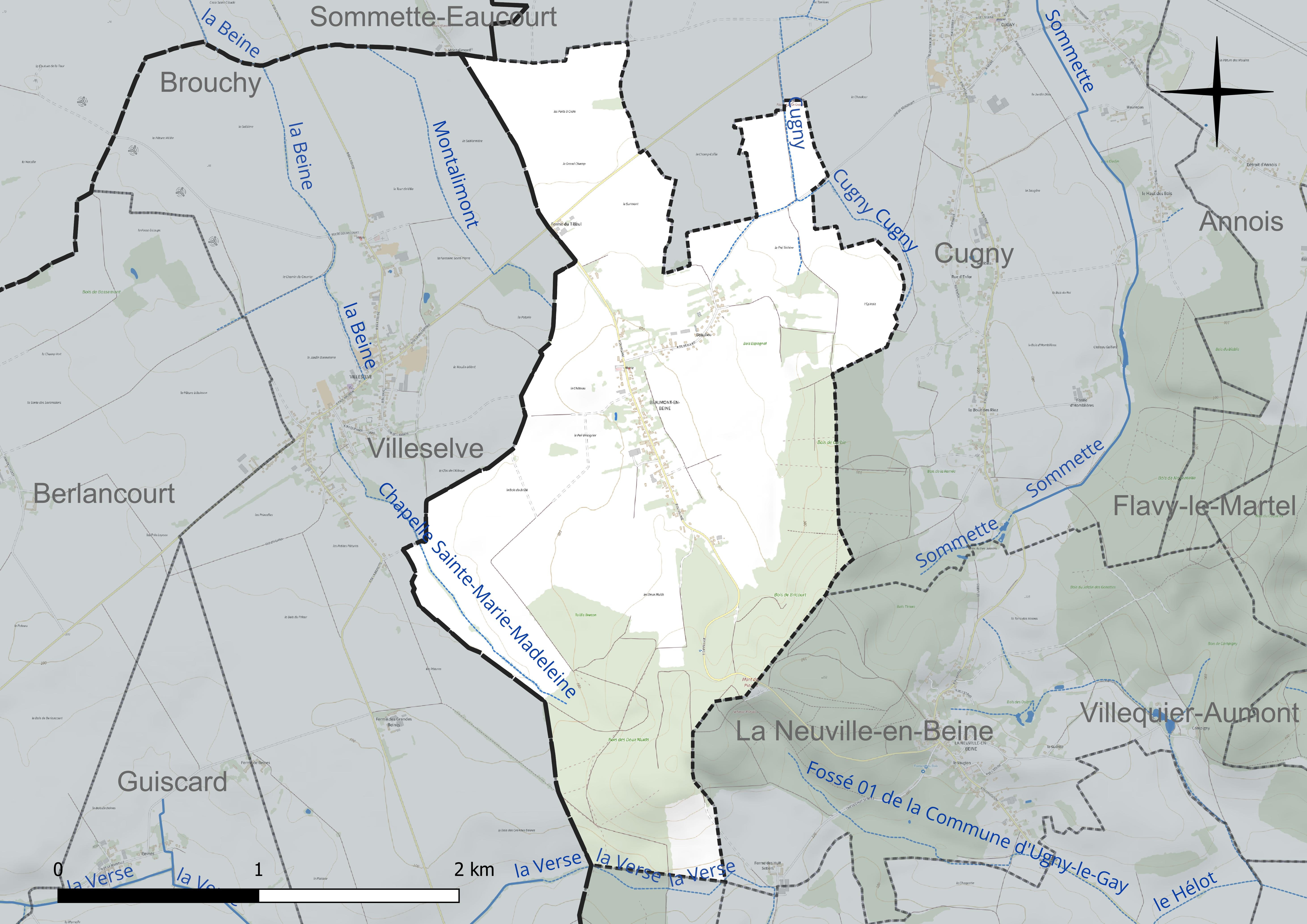
Réseau hydrographique de Beaumont-en-Beine.

#### Gestion et qualité des eaux
Le territoire communal est couvert par le schéma d'aménagement et de gestion des eaux (SAGE) « Haute Somme ». Ce document de planification concerne un territoire de 1 798 km2 de superficie, délimité par le bassin versant de la Haute Somme est constitué d'un réseau hydrographique complexe de cours d'eau, de marais, d'étangs et de canaux. Le périmètre a été arrêté le 21 avril 2006 et le SAGE proprement dit a été approuvé le 15 juin 2017. La structure porteuse de l'élaboration et de la mise en œuvre est le syndicat mixte d'aménagement hydraulique du bassin versant de la Somme (AMEVA).
La qualité des cours d'eau peut être consultée sur un site spécial géré par les agences de l'eau et l'Agence française pour la biodiversité.

### Climat
Pour des articles plus généraux, voir Climat des Hauts-de-France et Climat de l'Aisne.
En 2010, le climat de la commune est de type climat océanique dégradé des plaines du Centre et du Nord, selon une étude du CNRS s'appuyant sur une série de données couvrant la période 1971-2000. En 2020, Météo-France publie une typologie des climats de la France métropolitaine dans laquelle la commune est dans une zone de transition entre le climat océanique et le climat océanique altéré et est dans la région climatique Nord-est du bassin Parisien, caractérisée par un ensoleillement médiocre, une pluviométrie moyenne régulièrement répartie au cours de l'année et un hiver froid (3 °C).
Pour la période 1971-2000, la température annuelle moyenne est de 10,3 °C, avec une amplitude thermique annuelle de 14,6 °C. Le cumul annuel moyen de précipitations est de 734 mm, avec 10,8 jours de précipitations en janvier et 9,5 jours en juillet. Pour la période 1991-2020, la température moyenne annuelle observée sur la station météorologique la plus proche, située sur la commune de Chauny à 10 km à vol d'oiseau, est de 11,1 °C et le cumul annuel moyen de précipitations est de 709,9 mm,. Pour l'avenir, les paramètres climatiques de la commune estimés pour 2050 selon différents scénarios d'émission de gaz à effet de serre sont consultables sur un site spécial publié par Météo-France en novembre 2022.

## Urbanisme

### Typologie
Beaumont-en-Beine est une commune rurale,. Elle fait en effet partie des communes peu ou très peu denses, au sens de la grille communale de densité de l'Insee,.
La commune est en outre hors attraction des villes,.

### Occupation des sols
L'occupation des sols de la commune, telle qu'elle ressort de la base de données européenne d'occupation biophysique des sols Corine Land Cover (CLC), est marquée par l'importance des territoires agricoles (67 % en 2018), une proportion identique à celle de 1990 (67 %). La répartition détaillée en 2018 est la suivante : 
terres arables (67 %), forêts (22,7 %), zones urbanisées (6,2 %), milieux à végétation arbustive et/ou herbacée (4,1 %).
L'évolution de l'occupation des sols de la commune et de ses infrastructures peut être observée sur les différentes représentations cartographiques du territoire : la carte de Cassini (XVIIIe siècle), la carte d'état-major (1820-1866) et les cartes ou photos aériennes de l'IGN pour la période actuelle (1950 à aujourd'hui).

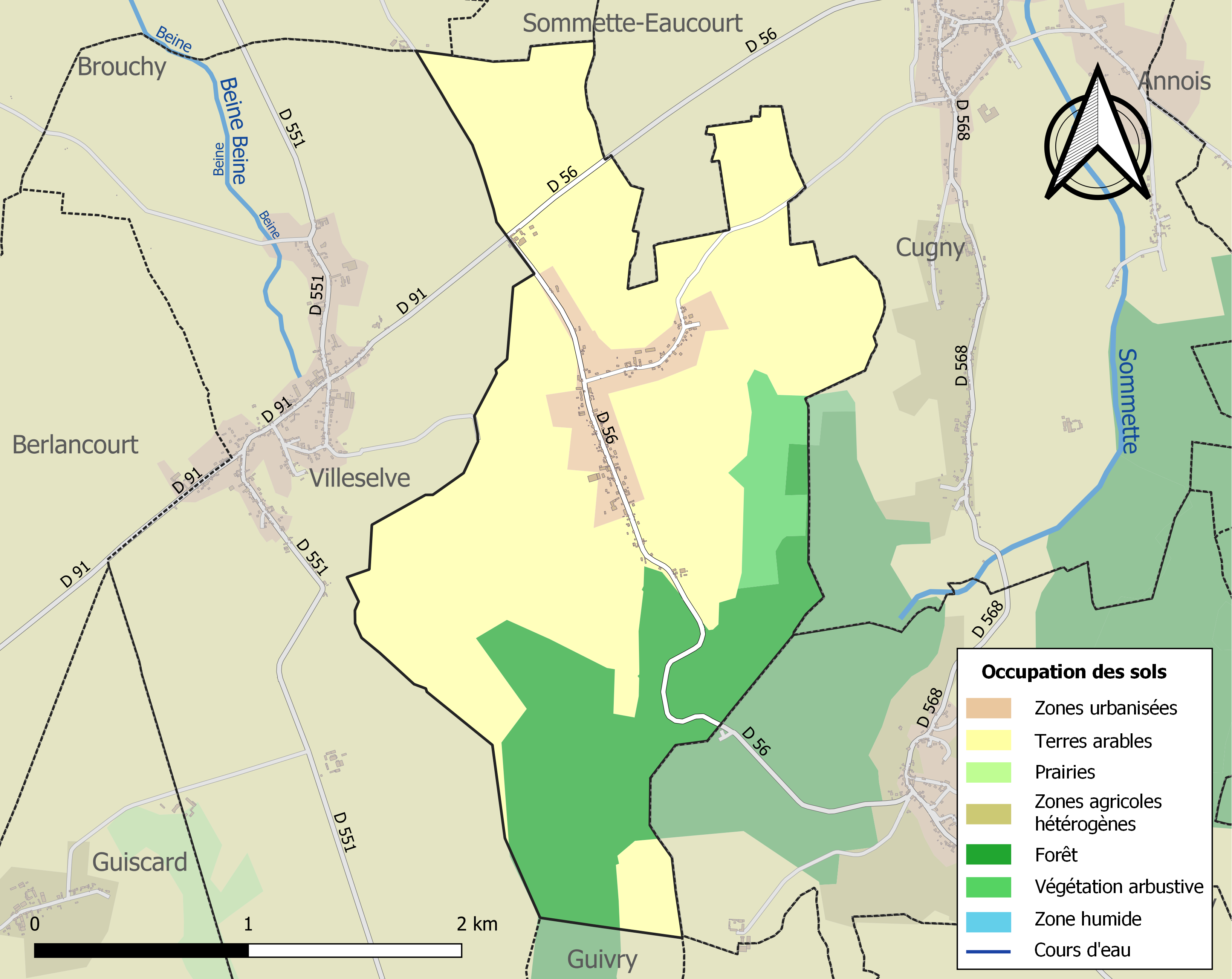
Carte des infrastructures et de l'occupation des sols de la commune en 2018 (CLC).
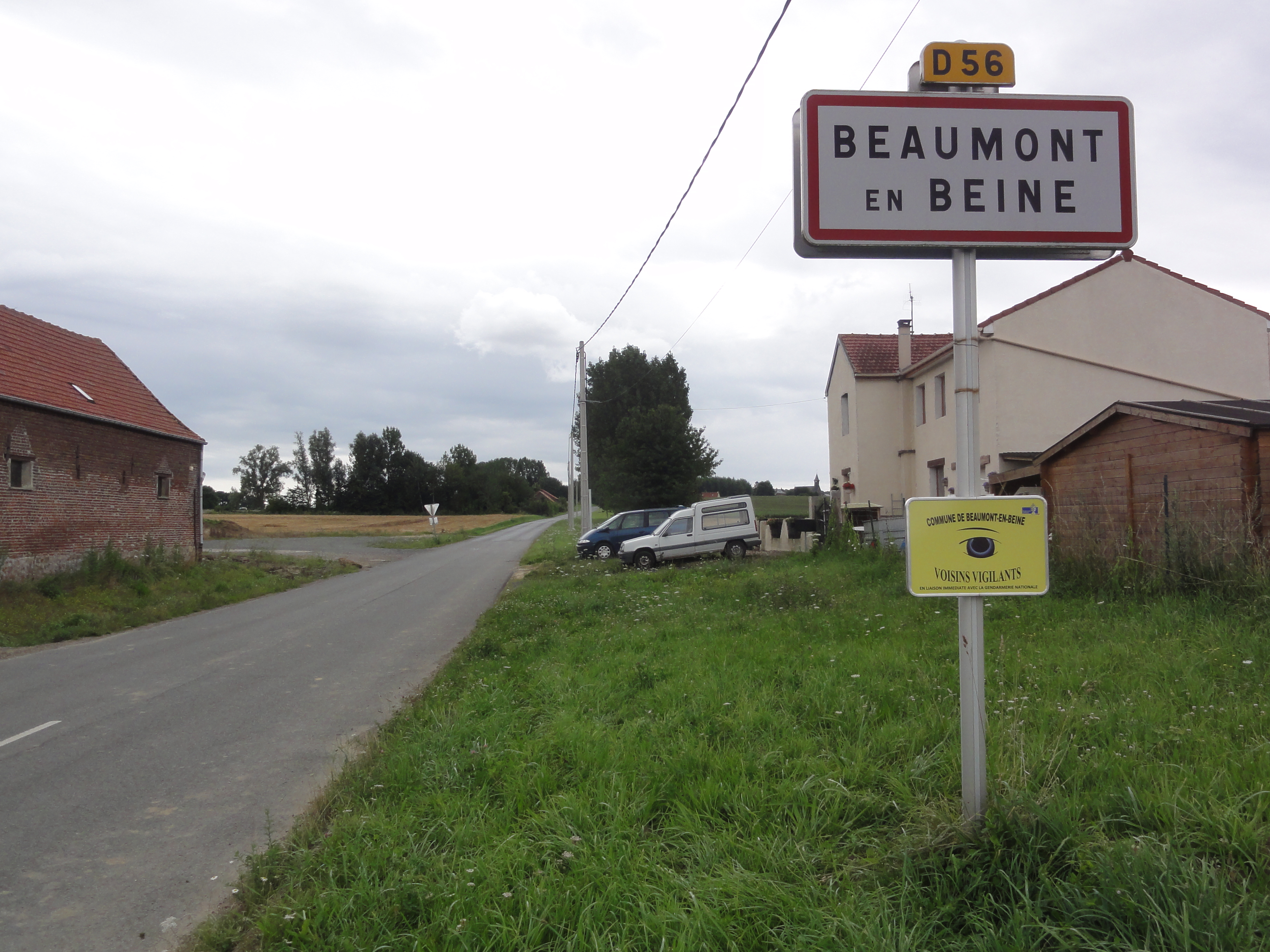
Entrée de Beaumont-en-Beine.

## Toponymie
Le nom de la localité est attesté sous les formes Curtis de Bolmont, Bolmunt (1188) ; Boumont (1210) ; Beaumont-en-Bayne, Beaumont-en-Beynes (1532) ; Beaumont-en-Baine (1616) ; Beaumon (1688).

Du gaulois bag- « hêtre » et du suffixe gaulois ou latin -ina : *bagina « forêt de hêtre ».
La Beine est une ancienne forêt, aujourd'hui fort réduite. La rivière Beine n'a pas donné son hydronyme à Beaumont qu'elle ne traverse pas, mais qui est proche de sa source à Villeselve dans l'Oise.

## Histoire
Jean Le Cat, grand échanson de Charles VII de France et seigneur de Beaumont-en-Beine, est le fondateur de la dynastie de la famille d'Hervilly.
Durant l'offensive du printemps 1918 (« bataille de Picardie » ou « bataille de l'Empereur ») lorsque le front avance vers Paris, les canons géants (Pariser Kanonen) qui pilonnaient la capitale depuis Crépy-en-Laonnois suivent le front et s'installent à Beaumont-en-Beine dans le bois de Corbie à 109 km de Paris.
Du 27 mai au 11 juin 1918, les canons tireront 104 obus de cette position avant d'être transférés à 15 km au nord de Château-Thierry encore plus proche de la capitale (moins de charge explosive donc moins d'usure). Rapidement délogés par la contre-offensive alliée (2e bataille de la Marne), ils seront précipitamment démontés et réexpédiés à Beaumont-en-Beine où ils tireront du 5 au 9 août 64 obus.

## Politique et administration

### Découpage territorial
La commune de Beaumont-en-Beine est membre de la communauté d'agglomération Chauny-Tergnier-La Fère, un établissement public de coopération intercommunale (EPCI) à fiscalité propre créé le 1er janvier 2017 dont le siège est à Chauny. Ce dernier est par ailleurs membre d'autres groupements intercommunaux.
Sur le plan administratif, elle est rattachée à l'arrondissement de Laon, au département de l'Aisne et à la région Hauts-de-France. Sur le plan électoral, elle dépend du  canton de Chauny pour l'élection des conseillers départementaux, depuis le redécoupage cantonal de 2014 entré en vigueur en 2015, et de la quatrième circonscription de l'Aisne  pour les élections législatives, depuis le dernier découpage électoral de 2010.

### Administration municipale
| Période                                  | Période                       | Identité                          | Étiquette | Qualité                                                   |
| ---------------------------------------- | ----------------------------- | --------------------------------- | --------- | --------------------------------------------------------- |
| Les données manquantes sont à compléter. |                               |                                   |           |                                                           |
| 01/1809                                  | 01/1816                       | Pierre Momble Demarquette         |           |                                                           |
| 02/1816                                  | 03/1826                       | Jean Pierre Vaillant              |           |                                                           |
| 03/1826                                  | 06/1848                       | Auguste François Vilin            |           |                                                           |
| 11/1848                                  | 06/1862                       | Jean Pierre Vaillant              |           |                                                           |
| 08/1862                                  | 05/1867                       | Charles Désiré Béranger           |           |                                                           |
| 06/1867                                  | 05/1871                       | Clovis Alexandre Lessertisseur    |           |                                                           |
| 06/1871                                  | 01/1881                       | Hyppolite Alexis Lessertisseur    |           |                                                           |
| 02/1881                                  | 05/1884                       | Clovis Emile Lessertisseur        |           |                                                           |
| 06/1884                                  | 05/1888                       | Hyppolite Alexis Lessertisseur    |           |                                                           |
| 05/1888                                  | 07/1897                       | Charles Lambert Désiré Demilly    |           |                                                           |
| 12/1897                                  | 08/1909                       | Charles Ernest Boileau            |           |                                                           |
| 12/1909                                  | 11/1911                       | Ernest Emile Clovis Lessertisseur |           |                                                           |
| 12/1911                                  | 11/1919                       | Louis Charles Tardif              |           |                                                           |
| mars 2001                                | 2014                          | Marcel Bertholet                  |           |                                                           |
| 2014                                     | En cours (au 11 juillet 2020) | Christian Gambart                 | UDI       | Retraité de l'enseignement Réélu pour le mandat 2020-2026 |

## Démographie
L'évolution du nombre d'habitants est connue à travers les recensements de la population effectués dans la commune depuis 1793. Pour les communes de moins de 10 000 habitants, une enquête de recensement portant sur toute la population est réalisée tous les cinq ans, les populations de référence des années intermédiaires étant quant à elles estimées par interpolation ou extrapolation. Pour la commune, le premier recensement exhaustif entrant dans le cadre du nouveau dispositif a été réalisé en 2007.

En 2022, la commune comptait 172 habitants, en évolution de −1,71 % par rapport à 2016 (Aisne : −1,97 %, France hors Mayotte : +2,11 %).
| 1793 | 1800 | 1806 | 1821 | 1831 | 1836 | 1841 | 1846 | 1851 |
| ---- | ---- | ---- | ---- | ---- | ---- | ---- | ---- | ---- |
| 416  | 506  | 533  | 513  | 642  | 649  | 616  | 607  | 593  |

| 1856 | 1861 | 1866 | 1872 | 1876 | 1881 | 1886 | 1891 | 1896 |
| ---- | ---- | ---- | ---- | ---- | ---- | ---- | ---- | ---- |
| 547  | 513  | 469  | 412  | 390  | 336  | 316  | 310  | 282  |

| 1901 | 1906 | 1911 | 1921 | 1926 | 1931 | 1936 | 1946 | 1954 |
| ---- | ---- | ---- | ---- | ---- | ---- | ---- | ---- | ---- |
| 262  | 264  | 240  | 194  | 178  | 157  | 160  | 156  | 163  |

| 1962 | 1968 | 1975 | 1982 | 1990 | 1999 | 2006 | 2007 | 2012 |
| ---- | ---- | ---- | ---- | ---- | ---- | ---- | ---- | ---- |
| 148  | 127  | 128  | 157  | 138  | 137  | 149  | 150  | 170  |

| 2017 | 2022 | - | - | - | - | - | - | - |
| ---- | ---- | - | - | - | - | - | - | - |
| 177  | 172  | - | - | - | - | - | - | - |

## Culture locale et patrimoine

### Lieux et monuments
- Église de la Nativité-de-la-Sainte-Vierge de Beaumont-en-Beine. L'église actuelle date du XIXe siècle et a été remaniée après la première guerre mondiale[31].
- Monument aux morts.
- Calvaire.

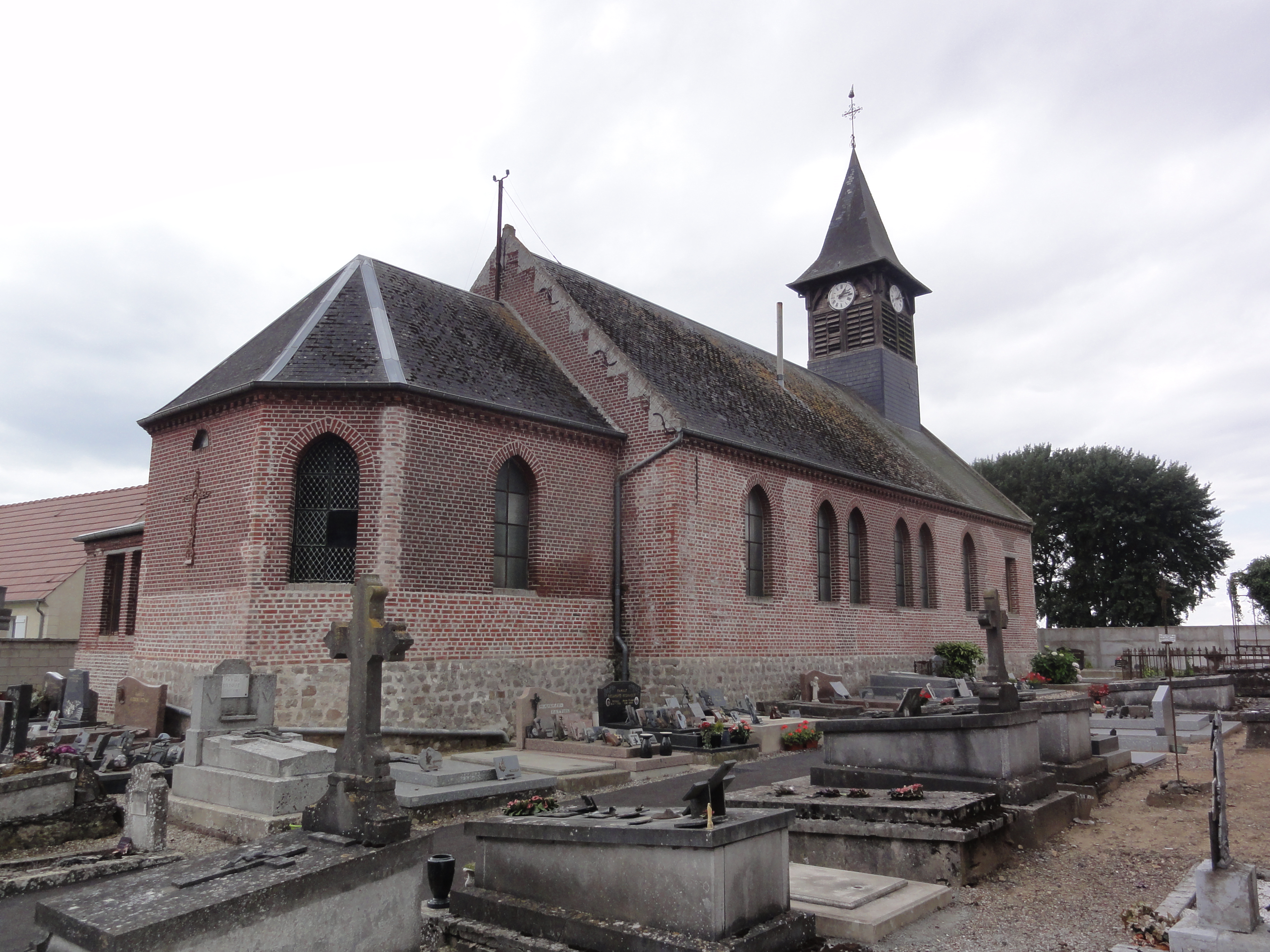
L'église de la Nativité-de-la-Sainte-Vierge.
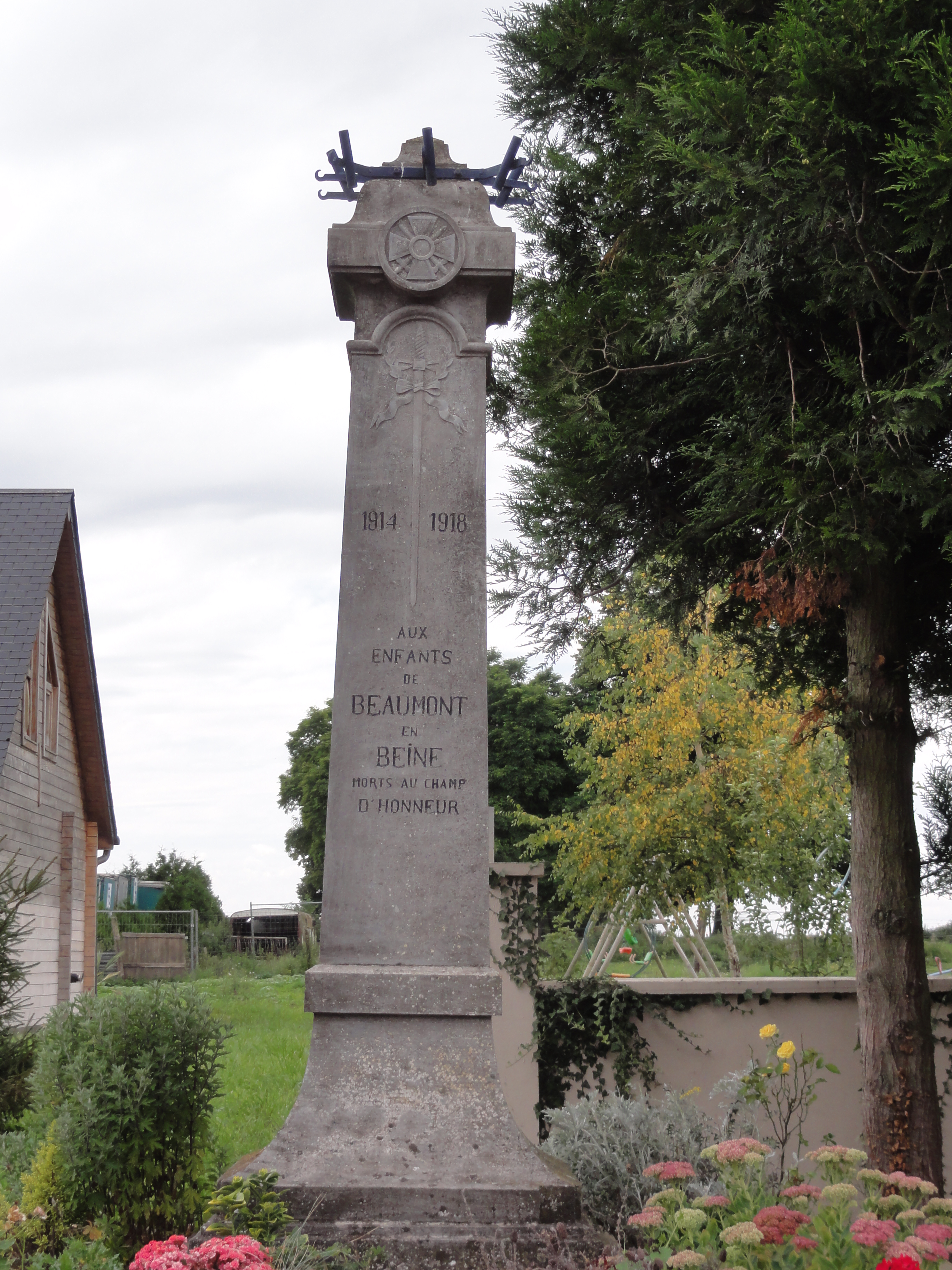
Le monument aux morts.
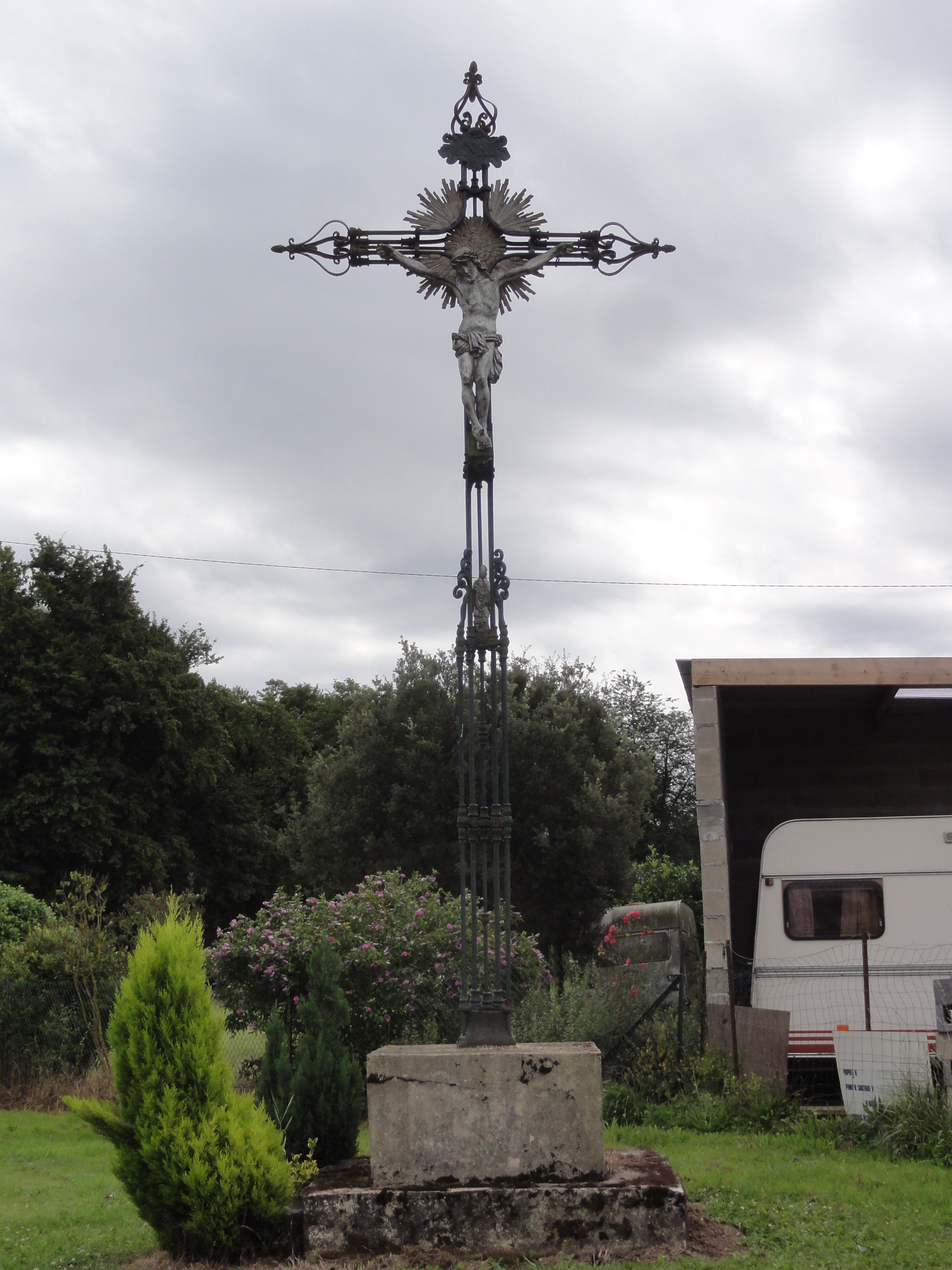
Le calvaire.

## Pour approfondir